# راجراتس
راجراتس (بالإنجليزية: Rugrats)‏ هو مسلسل رسوم متحركة أميركي من إنتاج أرلين كلاسكي، غابور تشوبو وبول جيرمان لصالح نيكلوديون. ويركز المسلسل على مجموعة من الأطفال الصغار، وأبرزهم تومي، تشاكي، التوائم فيل وليل، أنجليكا، وحياتهم اليومية التي تنطوي تجارب حياتية تتحول مغامرات في مخيلة الأطفال. وعادة يكون الكبار في مسلسل غافلين عما يقوم به الأطفال.
عرضت الحلقة الأولى يوم الأحد 11 أغسطس 1991، ليكون ثاني مسلسل على نيكتون بعد دوغ وقبل رن وستمبي. توقف الإنتاج في البداية في عام 1993 بعد 65 حلقة، وتم بث آخر حلقة في 22 مايو 1994. ومن عام 1995 إلى عام 1996، لم تبث "إلى حلقات A Rugrats Passover و A Rugrats Chanukah، حلقتين ذات محتوى يهودي نالت إشادة من النقاد؛ خلال هذا الوقت، حصل المسلسل على دفعة في المشاهدات والشعبية، وذلك بعد ظلت محطة نيكلوديون تعيد عرضه بشكل مستمر. في عام 1996، بدأت شركة كلاسكي تشوبو للرسوم المتحركة بإنتاج حلقات جديدة، وبدأ عرض الموسم الرابع في عام 1997. وكنتيجة لنجاح البرنامج، تم إصدار سلسلة من الأفلام المسرحية؛ فيلم راجراتس (1998)، الذي قدم ديل شقيق تومي الأصغر، راجراتس في باريس: الفيلم (2000)، والتي قدم شخصيتي كيمي وكيرا، وراغراتس غو وايلد (2003)، والذي أدخل شخصيات عائلة ثورنبيري من إنتاج كلاسكي وتشوبو أيضا. عرضت الحلقة الأخيرة في 1 أغسطس 2004،  وبذلك وصل مسلسل إلى ما مجموعه 172 حلقة و 9 مواسم خلال مدة 13 عاما.
في 21 يوليو 2001، عرضت محطة نيكلوديون حلقة تلفزيونية خاصة بعنوان All Growed Up في احتفالهم بالذكرى السنوية العاشرة لبدء عرض المسلسل. ومثلت الحلقة الأولى لمسلسل متفرع عن راغراتس بنفس الاسم، والذي يروي حياة الأطفال وأولياء أمورهم بعد عشر سنوات. بدأت نيكلوديون بإنتاج مسلسل آخر عن راغراتس ما قبل المدرسة، لكن لم ينتج منه سوى أربع حلقات. تم إصدار عرضين خاصين إلى الفيديو في عامي 2005 و 2006. كما تم إصدار ألعاب فيديو، وقصص مصورة، ولعب أطفال والعديد من السلع الأخرى.
جمع راجراتس ما يزيد عن 20 جائزة خلال مدة عرضه التي استمرت 13 عاما، بما في ذلك 4 جوائز إيمى لبرامج النهار، 6 جوائز اختيار الأطفال، ونجمة خاصة على ممشى المشاهير في هوليوود. جمعت نيكلوديون درجات مشاهدة عالية بفضل المسلسل، وكان أعلى البرامج تصنيفا على شبكة نيكلوديون لخمس سنوات متتالية. كان أطول مسلسلات نيكتون حتى عام 2012، عندما حطم سبونجبوب سكويربانتس رقمه بعد عرض الحلقة رقم 173.
في يوليو 2016، تم الكشف عن أن نيكلوديون تجري محادثات مع كلاسكي وتشوبو وبول جيرمان حول إمكانية إعادة إحياء المسلسل.

## الشخصيات
- فيل وليل هما توأمان يحبان بعضهما ونادرا ما تحدث خلافات بينهما.[8]
- انجيلكا هي ابنة عم تومى وهي تكره تومى واصدقائه فيل وليل وتشاكى ودائما ما تضايقهم ودائما تخيفهم وتقول لهم اشياء مرعبة لا وجود لها.
- الكلب سبايك هو كلب تومى ودائما ما يلعب معهمن وينقذهم في بعض الأوقات من انجيلكا.
- تشاكي هو صديق تومي شديد القلق والخوف دائمًا ما يرفض المغامرات مع تومي ولكن في النهاية يذهب معه

## روابط خارجية
- راجراتس على موقع IMDb (الإنجليزية)
- راجراتس على موقع ميتاكريتيك (الإنجليزية)
- راجراتس على موقع الموسوعة البريطانية (الإنجليزية)
- راجراتس على موقع روتن توميتوز (الإنجليزية)
- راجراتس على موقع قاعدة بيانات الأفلام العربية
- راجراتس على موقع فيلمافينيتي (الإسبانية)
- راجراتس على موقع كينوبويسك (الروسية)
- راجراتس على موقع ألو سيني (الفرنسية)
- راجراتس على موقع قاعدة بيانات الفيلم (الإنجليزية)